# Heliconius zobeide
Heliconius zobeide är en fjärilsart som beskrevs av Butler 1869. Heliconius zobeide ingår i släktet Heliconius och familjen praktfjärilar. Inga underarter finns listade i Catalogue of Life.